# Lycomedes reichei
Lycomedes reichei är en skalbaggsart som beskrevs av Ferdinando Arborio Gattinara di Breme 1844. Lycomedes reichei ingår i släktet Lycomedes och familjen Dynastidae. Inga underarter finns listade i Catalogue of Life.